# Syllepte phaeophlebalis
Syllepte phaeophlebalis is een vlinder uit de familie van de grasmotten (Crambidae). De wetenschappelijke naam van deze soort is voor het eerst voorgesteld door Alfred Jefferis Turner in een publicatie uit 1922.
De soort komt voor in Peru.